# Gert Irmer
Gert Friedrich Irmer (* 18. April 1944 in Freiberg; † 21. August 2022) war ein deutscher Physiker und Hochschullehrer.

## Leben
Irmer legte 1962 in Freiberg das Abitur ab, anschließend studierte er bis 1967 Angewandte Physik an der TH Magdeburg. Nach dem Erwerb des Diploms arbeitete er am Institut für Theoretische Physik und Geophysik der Bergakademie Freiberg. Im Jahr 1972 wurde er zum Dr. rer. nat. promoviert, danach wirkte er als wissenschaftlicher Assistent und ab 1979 als wissenschaftlicher Oberassistent am Wissenschaftsbereich Theoretische Physik der Sektion Physik.
Von 1982 bis 1983 absolvierte Gert Irmer ein Zusatzstudium am Institut für Angewandte Physik (Joffe-Institut) der Akademie der Wissenschaften der UdSSR in Leningrad. 1989 verteidigte er an der Bergakademie Freiberg die Promotion B, die 1991 als Habilitation anerkannt wurde. Er erwarb 1991 die Lehrbefähigung für das Fachgebiet Theoretische Physik. Von 1995 bis 2001 wirkte er als Privatdozent und von 2001 bis 2009 als außerplanmäßiger Professor für Theoretische Physik der TU Bergakademie Freiberg. Von 2003 bis 2005 leitete er das Institut für Theoretische Physik.
Gert Irmer starb unerwartet am 21. August 2022. Er wirkte an über 150 Veröffentlichungen mit, die letzte erschien im August 2022.

## Veröffentlichungen (Auswahl)
- Theoretische Untersuchungen zur Struktur und Strömung von Liquidphasen in Mikroporen. Dissertation, Bergakademie Freiberg, 1972
- Beiträge zur ramanspektroskopischen Charakterisierung von Verbindungshalbleitern. Dissertation B, Bergakademie Freiberg, 1989